# フグー (駆逐艦)
フグー (仏: Fougueux) はフランス海軍の駆逐艦。ラドロア級。

## 艦歴
ナントのAteliers et Chantiers de Bretagneで建造。1927年5月3日発注。同年9月21日起工。1928年8月4日進水。1929年11月15日就役。1930年6月15日竣工。
スペイン内戦中の1938年8月9日、「フグー」と駆逐艦「フロンデュール」は政府軍機から爆撃された。
1940年1月14日、20BS船団護衛中に潜望鏡の航跡発見により「フグー」は爆雷攻撃を行った。1月24日、56KS船団護衛中に貨物船「Alsacien」がドイツ潜水艦「U44」の攻撃で沈没し、「フグー」は爆雷攻撃を行ったが「U44」を逃した。3月29日、76KS船団護衛中に「フグー」はソナーで探知した目標（おそらく沈船）に対して爆雷攻撃を行った。
5月中旬、「フグー」と駆逐艦「フロンデュール」、「シクローヌ」、「シロコ」はZuid-BevelandやWalcherenでの戦闘に介入。
5月下旬には「フグー」はブローニュ防衛戦に参加した。23日、「フグー」と駆逐艦「フロンデュール」、「オラージュ」はドイツ軍機の攻撃を受け、「オラージュ」は沈没し、「フロンデュール」は損傷した。「フグー」も翌日爆撃で直撃弾1発と至近弾1発を受けた。
6月18日にブレストからダカールへ向け出航した戦艦「リシュリュー」を駆逐艦「フロンデュール」とともに護衛。燃料の問題で「フグー」と「フロンデュール」は6月20日にカサブランカ沖で「リシュリュー」と別れ、カサブランカに入港した。
6月25日、フランスとドイツの休戦が発効。この時の「フグー」の所在地はカサブランカであった。
9月24日、ダカール攻撃に対する報復として「フグー」と駆逐艦「フロンデュール」、「エペ」、「フルール」はカサブランカより出撃。翌朝、ジブラルタル沖でイギリス駆逐艦「ホットスパー」と遭遇し交戦した。
1941年4月、イギリスに拿捕されたバナナ運搬船「Fort de France」救出に派遣される。「Fort de France」は「フグー」に続いて派遣された駆逐艦「アルバトロス」などによって奪還された。
1942年2月、戦艦「ダンケルク」をメルス・エル・ケビールからトゥーロンまで護衛。
1942年11月8日、連合国軍はモロッコとアルジェリアへの上陸を実行（トーチ作戦）。カサブランカ付近ではアメリカ海軍第34.1任務群（戦艦「マサチューセッツ」、重巡洋艦「ウィチタ」、「タスカルーサ」他）、第34.9任務群（重巡洋艦「オーガスタ」、軽巡洋艦「ブルックリン」他）、第34.2任務群 （空母「レンジャー」他）とフランス軍との間で戦闘（カサブランカ沖海戦）が生起した。
その日の朝、大型駆逐艦「ミラン」、「アルバトロス」、駆逐艦「ブーロネー」、「ブレストア」および第2水雷隊（駆逐艦「フグー」、「フロンデュール」、「ラルション」）はカサブランカより出撃し、フェダラ沖の敵輸送船攻撃に向かった。この部隊は「ミラン」に座乗するGervais de Lafond少将が率いた。フェダラ沖には第34.9任務群がいた。
F4Fワイルドキャットの機銃掃射を受けて「ブーロネー」が脱落するが、フランス軍はアメリカ駆逐艦「ウィルクス」、「スワンソン」、「ラドロー」などと交戦。その後、Gervais de Lafondは部隊を反転させたが、炎上するオイルタンクの煙によって信号が伝わらなかった第2水雷隊は別行動となった。
8時43分、「オーガスタ」が「フグー」に対して発砲。また「フグー」はF4Fワイルドキャットの機銃掃射を受けて航海長などが戦死した。8時50分、8インチ砲弾が「フグー」の近くに着弾し、若干の浸水を生じさせた。この頃になって第2水雷隊も反転した。
アメリカ軍側は第34.1任務群が戦闘に加わり、9時40分に16インチ砲弾が「フグー」を直撃。艦長Sticcaは総員退艦命令を出した。「フグー」は10時に沈没した。「フグー」の戦死者は14名であった。